# Campiglossa ignobilis
Campiglossa ignobilis este o specie de muște din genul Campiglossa, familia Tephritidae. A fost descrisă pentru prima dată de Friedrich Hermann Loew în anul 1861. Conform Catalogue of Life specia Campiglossa ignobilis nu are subspecii cunoscute.